# Metamorphosis (película de 2007)
Metamorphosis es una película de fantasía, suspenso y terror de 2007, dirigida por Jenö Hodi, que a su vez la escribió junto a Tibor Fonyódi y Allan Katz, musicalizada por Gábor Presser, en la fotografía estuvieron Geza Sinkovics y Martin Szecsanov, el elenco está compuesto por Corey Sevier, Irena Violette y Christopher Lambert, entre otros. El filme fue realizado por CinePartners Entertainment, FilmArt Kft y SP Films Limited; se estrenó el 7 de marzo de 2007.

## Sinopsis
Trata acerca de una escritora que está enamorada de un vampiro de más de mil años, este vive en un castillo de la Edad Media.